# Roberto De Angelis
Roberto De Angelis (Nápoles, Italia, 16 de diciembre de 1959) es un dibujante de cómic italiano.

## Biografía
Debutó en el mundo de la historieta en 1983, cuando se unió a la denominada "escuela gráfica salernitana", es decir un grupo de jóvenes autores de Campania que había fundado en Salerno la revista amateur Trumoon (entre ellos, Bruno Brindisi, Luigi Siniscalchi y Raffaele Della Monica). Colaboró con Tilt, Boy Comics y otras revistas de la editorial Cioè. En la segunda mitad de los años 1980 fundó junto a sus colegas Brindisi y Siniscalchi un estudio gráfico, cuyo primer trabajo fue un álbum para celebrar la victoria de la liga italiana de fútbol por parte del S. S. C. Napoli. Posteriormente, inició una colaboración con la editorial EPP, especializada en historietas eróticas, para luego dibujar historias publicadas en las revistas Splatter y Mostri de la Acme. Paralelamente realizó historias para la revista L'Intrepido y la editorial BluePress. Para la revista L'Eternauta ilustró Kor-One, con guion de Ade Capone.
En 1989 entró a formar parte del equipo de Nathan Never de la editorial Bonelli, que se estrenó en 1991. De esta historieta de ciencia ficción también fue el portadista desde el número 60 al 249 de la serie regular y de algunas series especiales (Agenzia Alfa, Maxi Nathan Never, Asteroide Argo, Almanacco della Fantascienza). Además ilustró un episodio de Legs Weaver, spin-off de Nathan Never. En 2004 dibujó un álbum especial de Tex, con guion de Claudio Nizzi, en 2008 una historia breve de Dylan Dog y en 2009 el primer episodio de la miniserie Caravan de Michele Medda. En 2016 trabajó para la miniserie Nathan Never Annozero y para Orfani, otra serie de ciencia ficción de la Bonelli.